# Carlos Lamartine
José Carlos Lamartine Salvador dos Santos Costa (Benguela, 29 de março de 1943) é um músico, regente, poeta, pedagogo, diplomata e político angolano. 
É um dos mais importantes nomes da Música Popular Angolana, trabalhando como cantor, compositor e percursionista. Suas composições possuem uma riqueza de sátira e de trovas, em gêneros de música de intervenção, semba e canções tradicionais, com temáticas que vão desde a exaltação da história política de Angola, a liberdade, a celebração da independência e a defesa dos valores culturais da africanidade.

## Biografia
Nascido na cidade de Benguela em 29 de março de 1943, Carlos Lamartine é filho de Sebastião José da Costa — jornalista, funcionário dos Correios, dançarino da rebita, e um dos fundadores da Liga Nacional Africana — e de Ludovina da Silva. Aos dez anos Carlos Lamartine mudou-se com o pai e duas irmãs para o Bairro Indígena (atual bairro Nelito Soares), em Luanda.
Na capital angolana, continuou seus estudos na Escola Católica da Missão de São Paulo em 1953. Em 1956, já como estudante do Liceu Salvador Correia, teve como professor o músico Águas Cruz, que mantinha uma turma de canto coral acompanhada por piano, seu primeiro contato com a música. Formou-se em 1963 na secção de letras do curso geral dos liceus no Colégio da Casa das Beiras.
Terminados os estudos liceais, passa a ter interesse em assuntos políticos, participando de reuniões da Liga Nacional Africana. Uma vez que a Liga também promovia atividades político-culturais, conheceu vários nomes ligados a este segmento como Lopo do Nascimento, Aristides Van-Dúnem, Gabriel Leitão, David André Tizinho, Madalena Lili Monteiro, Círios Cordeiro da Matta e Tonito Fortunato. Estes nomes também estavam circulando pela periferia de Luanda, onde Lamartine morava, e produzindo poesia, batuque, acordes de violão e canto popular.
Mas foi por influência de Sebastião Babaxi, seu sobrinho, que passou a tocar batuque, bem como se interessou pela dança popular. Ao mudar-se para o bairro do Marçal, Lamartine fundou, com outros jovens do bairro, o grupo musical "Os Kissueias do Ritmo". O grupo, formado por Carlos Lamartine, Bonga Kuenda, Amaral Morgado, Tizinho, Nelito Soares e Nando Kajibota, possuía uma performance peculiar, pois além da dança, da música e das festividades carnavalescas, utilizavam o futebol como forma de expressão musical. Apresentavam-se nas ruas e nos locais de desporto, fazendo uma circulação constante entre as zonas mais ricas e mais pobres da capital, promovendo um intercâmbio cultural muito rico. Chegaram a ganhar posições de destaque em concursos de música em Luanda.
No seu ápice, o grupo "Os Kissueias do Ritmo" se desfez, e Carlos Lamartine seguiu carreira solo, cantando em festivais de Luanda, além de competições e clubes noturnos da cidade. Afiliou-se ao famoso grupo musical "Os Águias Reais", que constantemente apresentava-se nas emissoras de rádio luandenses. Tornou-se um dos grandes nomes da popularização do gênero musical semba, gravando as seguintes obras: "Um single", em 1970, pelo selo musical Ngola, onde constam as canções "Bazooka" e "Jesus dialá uá kidi", e; o LP "Angola nº I", em 1974, com o conjunto "Merengues", pelo selo da Companhia de Discos de Angola (CDA). Teve ainda participações musicais com o grupo "Os Kiezos" e com o grupo "Coração de Angola".
Neste período a Guerra de Independência de Angola já estava em curso, mas Lamartine, embora alinhado com os ideais do Movimento Popular de Libertação de Angola (MLPA) e com muitas canções gravadas de cunho nacionalista e pela independência de Angola, não envolveu-se nos combates até 1974.
Foi convidado por Lúcio Lara, Manuel Rui e Ruy Mingas para ser o regente do Grupo Coral Gigante que pela primeira vez cantou a canção Angola Avante!, o hino nacional de Angola. A apresentação, sob sua regência, ocorreu no Largo da Independência, em 11 de novembro de 1975. Além disso, foi o regente do mesmo Coral na Cerimônia da Tomada de Posse do primeiro governo da República Popular de Angola, que teve lugar na Câmara Municipal de Luanda, bem como regente da primeira gravação oficial do hino nacional na Rádio Nacional de Angola.
Após a independência nacional, em 1977, Carlos Lamartine foi designado a trabalhar em projetos culturais do MPLA, chegando a ser eleito para o Comité Central do partido. Foi neste período também que licenciou-se em pedagogia com especialização em história. Em 1987 passou a ser funcionário do Estado angolano, trabalhando na Secretaria de Estado da Cultura, sendo nomeado Director Nacional de Acção Cultural em 1995. Em 2007 passa a desempenhar funções diplomáticas, trabalhando como adido cultural na embaixada da República de Angola no Brasil.
A partir da década de 1990 volta gradativamente para a carreira artística, marcado pela gravação das obras musicais "Memórias" (1997), "Historias da Casa Velha" (2001), "Cidrália" (2001), "Frutos do Chão São Coisas Nossas" (2005) e "Caminhos Longos" (2007).
Em 2023 Lamartine lançou seu primeiro livro de poesias, intitulado "Ser poeta nas harmonias e no silêncio", publicado pela Mayamba Editora. Em 2023 participou também da edição da obra "Semba: Perfil Histórico", publicada pela Imprensa Nacional de Angola e pela União Nacional dos Artistas e Compositores - Sociedade de Autores.

## Reconhecimento
Carlos Lamartine ganhou reconhecimento por sua obra com o Prémio Nacional de Cultura e Artes na categoria de Música, em 2017, e o Prémio Carreira no AMA (Angola Music Awards). Foi ainda homenageado no Festival da Canção de Luanda da LAC, em 2013, numa edição onde os concorrentes interpretaram temas de sua autoria.